# Nephelomys caracolus
Nephelomys caracolus is een zoogdier uit de familie van de Cricetidae. De wetenschappelijke naam van de soort werd voor het eerst geldig gepubliceerd door Thomas in 1914. Het is een knaagdier.